# Ибраимов, Султан Ибраимович
Султан Ибраимович Ибраимов (кирг. Султан Ибраим уулу Ибраимов; 20 сентября 1927, с. Алчалу, Чуйский район, Фрунзенский европейский кантон, Киргизская АССР, РСФСР, СССР — 4 декабря 1980, Чолпон-Ата, Иссык-Кульская область, Киргизская ССР, СССР) — советский государственный и партийный деятель, председатель Совета Министров Киргизской ССР (1978—1980). Герой Кыргызской Республики (2019, посмертно).

## Биография
Родился 20 сентября 1927 в селе Алчалу.
Трудовую деятельность начал в 1943 г. колхозником колхоза «Алчалу» Чуйского района Киргизской ССР, затем трактористом Донарыкской МТС.
- 1955—1957 гг. — младший научный сотрудник Института водного хозяйства Академии наук Киргизской ССР,
- 1957—1959 гг. — инструктор отдела науки, вузов и школ ЦК Компартии Киргизии,
- 1959—1961 гг. — второй секретарь Аламединского райкома Компартии Киргизии,
- 1961—1966 гг. — министр мелиорации и водного хозяйства Киргизской ССР,
- 1966—1968 гг. — секретарь ЦК Компартии Киргизии,
- 1968—1978 гг. — первый секретарь Ошского обкома Компартии Киргизии,
- 1978 г. — председатель Президиума Верховного Совета Киргизской ССР,
- 1978—1980 гг. — председатель Совета Министров Киргизской ССР.

Депутат Верховного Совета СССР 8-10 созывов.
4 декабря 1980 года был убит двумя выстрелами в голову в собственной кровати в правительственной резиденции в Чолпон-Ата на озере Иссык-Куль. Похоронен в Бишкеке.

## Расследование убийства
С учётом огромного резонанса преступления и личности жертвы межведомственную оперативно-следственную группу, занимавшуюся расследованием этого загадочного убийства возглавил заместитель председателя КГБ СССР Филипп Бобков. Было установлено, что Ибраимов застрелен двумя выстрелами из малокалиберного нарезного карабина «Белка» в постели во время сна на втором этаже особняка. Перед этим преступник застрелил его водителя, который спал в комнате на первом этаже и обнаружил непрошеного гостя. На шум выстрелов прибежала жена Ибраимова и мельком увидела убийцу, когда тот выскакивал в окно, через которое и проник в дом. Когда по тревоге прибыла милиция, преступника уже и след простыл.
Несколько месяцев расследование не приносило никаких результатов: преступник бесследно исчез, чётких свидетельств и примет его не было, серия экспертиз не позволила получить значимые улики. Оперативники долго не могли выйти на след злоумышленника, перепроверив сотни подозреваемых. В ходе расследования преступления по указанию Ф. Д. Бобкова впервые в Советском Союзе была проведена биологическая экспертиза отпечатков пальцев, дающая возможность идентифицировать человека.
С помощью этого и других методов спустя время был установлен виновник, житель Чолпон-Аты Смагин, русский по национальности. Он был найден повешенным на шарфе в электричке, стоявшей в депо, в городе Чапаевске Куйбышевской области. При погибшем была обнаружена выпущенная массовым тиражом в Киргизии «Памятка депутата Верховного Совета Киргизии», где были опубликованы персональные данные о парламентариях и членах правительства, включая Ибраимова. Жители Чолпон-Аты опознали тело земляка, через отца убийцы нашли тот самый карабин «Белка», на стрельбище, где Смагин пристреливал оружие, обнаружили гильзы от патронов и несколько пуль, застрявших в деревьях, что неопровержимо свидетельствовало — Ибраимов застрелен именно из этого карабина.
Личных счётов у Смагина к Ибраимову быть не могло, поскольку они не были знакомы и никогда не встречались. В ходе обыске в доме преступника была найдена тетрадь с записью рукой Смагина, что навело следователей на мотив преступления на почве межнациональной неприязни. С процессуальной точки зрения дело было раскрыто. Однако сам факт, что преступник был найден уже мёртвым, а потому лично признаться в содеянном не мог, породил в Киргизии недоверие к результатам расследования.

## Награды и звания
- Герой Киргизской Республики с вручением особого знака «Ак-Шумкар» (28 августа 2019 года, посмертно) — за особые заслуги перед государством и народом Кыргызстана, а также беззаветное служение отечеству[3].
- два ордена Ленина, орден Октябрьской Революции, два ордена Трудового Красного Знамени.

## Память
- Ошский национальный драматический театр имени Султана Ибраимова в ОшеПамятники Султану Ибраимову:

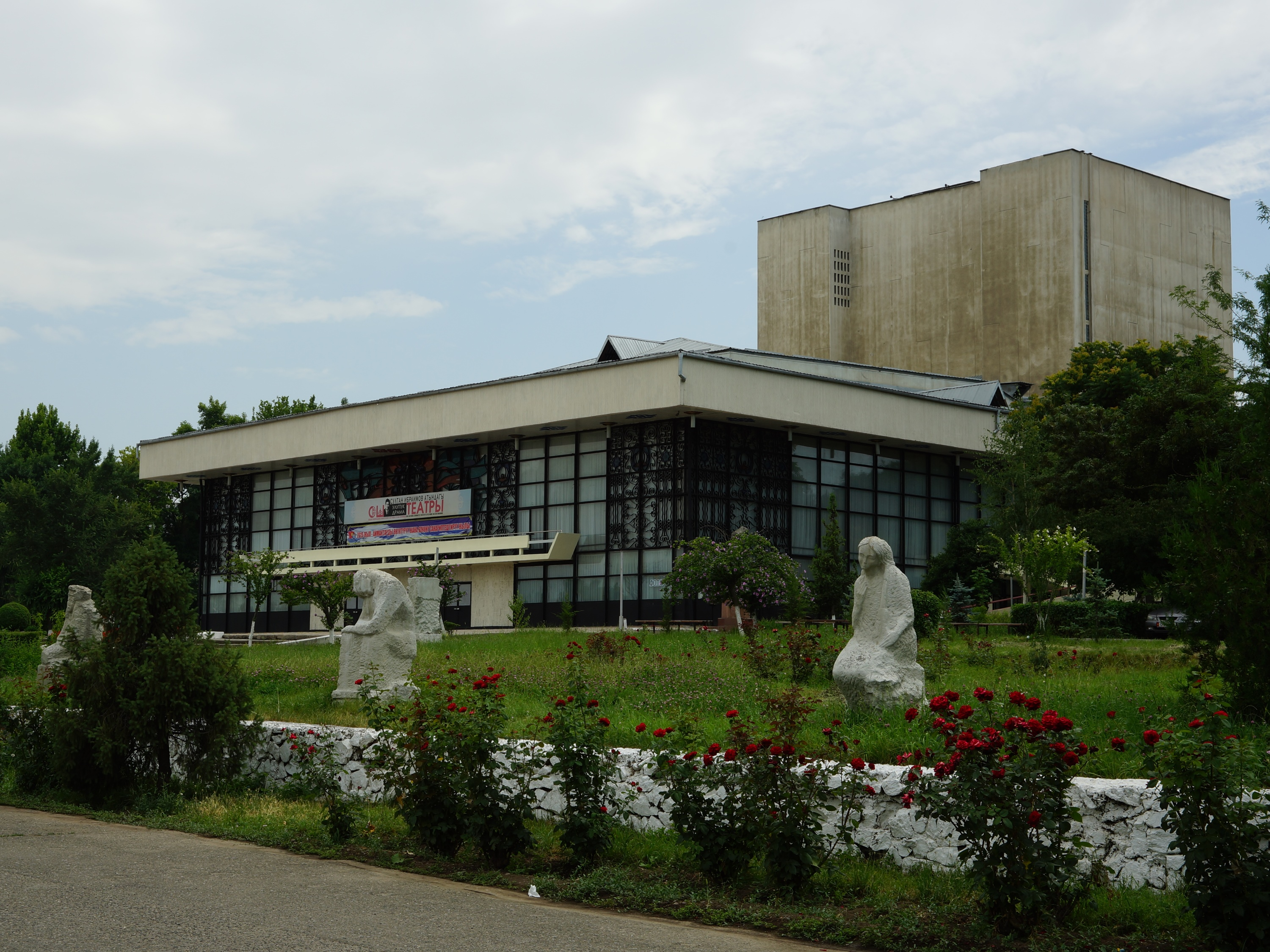
Ошский национальный драматический театр имени Султана Ибраимова в Оше

  - Памятник Султану Ибраимову в Токмаке, открыт 21 августа 2013 года[4],
  - Памятник Султану Ибраимову в Оше, открыт в 2000 году, автор — скульптор Мамат Камчыбеков[5],
  - Бюст на Аллее государственных деятелей Кыргызстана XX века в Бишкеке, открыт в 1998 году,
  - Мемориальная доска в Бишкеке на Доме № 31 по улице Раззакова с надписью «В этом доме с 1979—1980 годы жил государственный деятель Кыргызской Республики Султан Ибраимов».
- Именем Султана Ибраимова названы улицы:
  - Улица Султана Ибраимова в Бишкеке,
  - Улица Султана Ибраимова в Токмаке,
  - 1-й проезд Султана Ибраимова в Токмаке,
  - 3-й проезд Султана Ибраимова в Токмаке,
  - Улица Султана Ибраимова в Оше.
- В 1997 году Ошскому национальному драматическому театру в Оше было присвоено имя Султана Ибраимова[6].
- Именем Султана Ибраимова названы учебные заведения:
  - Агротехнический колледж имени Султана Ибраимова Кыргызского Национального Аграрного Университета имени К. И. Скрябина в Бишкеке[7],
  - Средняя школа № 2 имени Султана Ибраимова в с. Чуй (Чуйский район, Чуйская область)[8],